# Dean James
Dean Ruben James (* 30. dubna 2000) je indonéský profesionální fotbalista, který hraje na pozici levého obránce za nizozemský klub Go Ahead Eagles. Narodil se v Nizozemsku, ale hraje za indonéský národní tým.

## Klubová kariéra
Jamesova smlouva ve Volendamu byla ukončena na konci sezóny 2022/23.
Dne 18. července 2023 James podepsal tříletou smlouvu s Go Ahead Eagles.

## Reprezentační kariéra
V únoru 2025 bylo oznámeno, že se James rozhodl na mezinárodní úrovni reprezentovat Indonésii. Dne 9. března byl James poprvé povolán do národního týmu na kvalifikaci na Mistrovství světa ve fotbale 2026 proti Austrálii a Bahrajnu. Dne 20. března debutoval za Indonésii při prohře 1:5 s Austrálií v kvalifikačním zápase na Mistrovství světa ve fotbale 2026.

## Osobní život
James se narodil v Nizozemsku a má indonéské kořeny.
Dne 10. března 2025 získal James oficiálně indonéské občanství.

## Statistiky

### Klubové
Platí k zápasu hranému 18. května 2025.
| Klub              | Sezóna            | Liga              | Liga   | Liga | Národní pohár | Národní pohár | Kontinentální | Kontinentální | Ostatní | Ostatní | Celkově | Celkově |
| Klub              | Sezóna            | Soutěž            | Zápasy | Góly | Zápasy        | Góly          | Zápasy        | Góly          | Zápasy  | Góly    | Zápasy  | Góly    |
| ----------------- | ----------------- | ----------------- | ------ | ---- | ------------- | ------------- | ------------- | ------------- | ------- | ------- | ------- | ------- |
| Jong Volendam     | 2017/18           | Derde Divisie     | 1      | 0    | —             | —             | —             | —             | —       | —       | 1       | 0       |
| Jong Volendam     | 2018/19           | Derde Divisie     | 14     | 0    | —             | —             | —             | —             | —       | —       | 14      | 0       |
| Jong Volendam     | 2019/20           | Tweede Divisie    | 20     | 0    | —             | —             | —             | —             | —       | —       | 20      | 0       |
| Jong Volendam     | 2020/21           | Tweede Divisie    | 1      | 0    | —             | —             | —             | —             | —       | —       | 1       | 0       |
| Jong Volendam     | 2022/23           | Tweede Divisie    | 3      | 0    | —             | —             | —             | —             | —       | —       | 3       | 0       |
| Jong Volendam     | Celkově           | Celkově           | 39     | 0    | 0             | 0             | 0             | 0             | 0       | 0       | 39      | 0       |
| Volendam          | 2020/21           | Eerste Divisie    | 19     | 2    | 0             | 0             | —             | —             | —       | —       | 19      | 2       |
| Volendam          | 2021/22           | Eerste Divisie    | 26     | 0    | 1             | 0             | —             | —             | —       | —       | 27      | 0       |
| Volendam          | 2022/23           | Eredivisie        | 7      | 0    | 2             | 0             | —             | —             | —       | —       | 9       | 0       |
| Volendam          | Celkově           | Celkově           | 52     | 2    | 3             | 0             | 0             | 0             | 0       | 0       | 55      | 2       |
| Go Ahead Eagles   | 2023/24           | Eredivisie        | 5      | 0    | 0             | 0             | —             | —             | 2       | 0       | 7       | 0       |
| Go Ahead Eagles   | 2024/25           | Eredivisie        | 25     | 2    | 4             | 0             | 2             | 0             | 0       | 0       | 31      | 2       |
| Go Ahead Eagles   | Celkově           | Celkově           | 30     | 2    | 4             | 0             | 2             | 0             | 2       | 0       | 38      | 2       |
| Celkově v kariéře | Celkově v kariéře | Celkově v kariéře | 121    | 4    | 7             | 0             | 2             | 0             | 2       | 0       | 132     | 4       |

### Reprezentační
Platí k zápasu hranému 10. června 2025.
| Národní tým | Rok     | Zápasy | Góly |
| ----------- | ------- | ------ | ---- |
| Indonésie   | 2025    | 2      | 0    |
| Celkově     | Celkově | 2      | 0    |

## Úspěchy
Go Ahead Eagles
- KNVB Cup: 2024/25